# Fourth Division 1974-1975
La Fourth Division 1974-1975 è stato il 17º campionato inglese di calcio di quarta divisione. Il titolo di campione di lega è stato vinto dal Mansfield Town, che è salito in Third Division insieme a Shrewsbury Town (2ºclassificato), Rotherham United (3ºclassificato) e Chester (4ºclassificato, che torna dopo diciotto anni nella categoria superiore).
Capocannoniere del torneo è stato Ray Clarke (Mansfield Town) con 28 reti.

## Stagione

### Novità
Al termine della stagione precedente insieme ai campioni di lega del Peterborough United (al secondo titolo di quarta divisione della loro storia), salirono in Third Division anche: il Gillingham (2ºclassificato), il Colchester United (3ºclassificato) ed il Bury (4ºclassificato).
Queste squadre furono rimpiazzate dalla quattro retrocesse provenienti dalla divisione superiore: Cambridge United, Shrewsbury Town (sceso in quarta divisione a sedici anni di distanza dalla sua ultima apparizione), Southport e Rochdale (quest'ultimo si ritrovò dopo sei anni nell'ultima serie professionistica del calcio inglese).
Il Crewe Alexandra (costretto per il terzo anno consecutivo a sottoporsi al processo di elezione), il Doncaster Rovers, il Workington e lo Stockport County che occuparono le ultime quattro posizioni della classifica, vennero rieletti in Football League dopo una votazione che ebbe il seguente responso:
| Club             | Lega                    | Voti | Verdetto   |
| ---------------- | ----------------------- | ---- | ---------- |
| Doncaster Rovers | Fourth Division         | 46   | Rieletto   |
| Stockport County | Fourth Division         | 38   | Rieletto   |
| Crewe Alexandra  | Fourth Division         | 37   | Rieletto   |
| Workington       | Fourth Division         | 21   | Rieletto   |
| Kettering Town   | Southern League         | 16   | Non eletto |
| Yeovil Town      | Southern League         | 14   | Non eletto |
| Wigan Athletic   | Northern Premier League | 10   | Non eletto |
| Chelmsford City  | Southern League         | 8    | Non eletto |
| Nuneaton Borough | Southern League         | 1    | Non eletto |
| Telford United   | Southern League         | 1    | Non eletto |
| Cambridge City   | Southern League         | 0    | Non eletto |

### Formula
Le prime quattro classificate venivano promosse in Third Division, mentre le ultime quattro erano sottoposte al processo di rielezione.

## Squadre partecipanti
| Squadra           | Città             | Stadio           | Stagione precedente                     |
| ----------------- | ----------------- | ---------------- | --------------------------------------- |
| Barnsley          | Barnsley          | Oakwell          | 13º posto in Fourth Division            |
| Bradford City     | Bradford          | Valley Parade    | 8º posto in Fourth Division             |
| Brentford         | Londra (Hounslow) | Griffin Park     | 19º posto in Fourth Division            |
| Cambridge United  | Cambridge         | Abbey Stadium    | 21º posto in Third Division, retrocesso |
| Chester           | Chester           | Sealand Road     | 7º posto in Fourth Division             |
| Crewe Alexandra   | Crewe             | Gresty Road      | 21º posto in Fourth Division, rieletto  |
| Darlington        | Darlington        | Feethams Ground  | 20º posto in Fourth Division            |
| Doncaster Rovers  | Doncaster         | Belle Vue        | 22º posto in Fourth Division, rieletto  |
| Exeter City       | Exeter            | St James Park    | 10º posto in Fourth Division            |
| Hartlepool United | Hartlepool        | Victoria Park    | 11º posto in Fourth Division            |
| Lincoln City      | Lincoln           | Sincil Bank      | 12º posto in Fourth Division            |
| Mansfield Town    | Mansfield         | Field Mill       | 17º posto in Fourth Division            |
| Newport County    | Newport           | Somerton Park    | 9º posto in Fourth Division             |
| Northampton Town  | Northampton       | County Ground    | 5º posto in Fourth Division             |
| Reading           | Reading           | Elm Park         | 6º posto in Fourth Division             |
| Rochdale          | Rochdale          | Spotland Stadium | 24º posto in Third Division, retrocesso |
| Rotherham United  | Rotherham         | Millmoor         | 15º posto in Fourth Division            |
| Scunthorpe United | Scunthorpe        | Old Showground   | 18º posto in Fourth Division            |
| Shrewsbury Town   | Shrewsbury        | Gay Meadow       | 22º posto in Third Division, retrocesso |
| Southport         | Southport         | Haigh Avenue     | 23º posto in Third Division, retrocesso |
| Stockport County  | Stockport         | Edgeley Park     | 24º posto in Fourth Division, rieletto  |
| Swansea City      | Swansea           | Vetch Field      | 14º posto in Fourth Division            |
| Torquay United    | Torquay           | Plainmoor        | 16º posto in Fourth Division            |
| Workington        | Workington        | Borough Park     | 23º posto in Fourth Division, rieletto  |

## Classifica finale
|  | Pos. | Squadra          | Pt | G  | V  | N  | P  | GF | GS | QR    |
|  | ---- | ---------------- | -- | -- | -- | -- | -- | -- | -- | ----- |
|  | 1    | Mansfield Town   | 68 | 46 | 28 | 12 | 6  | 90 | 40 | 2.250 |
|  | 2    | Shrewsbury Town  | 62 | 46 | 26 | 10 | 10 | 80 | 43 | 1.860 |
|  | 3    | Rotherham Utd    | 59 | 46 | 22 | 15 | 9  | 71 | 41 | 1.732 |
|  | 4    | Chester          | 57 | 46 | 23 | 11 | 12 | 64 | 38 | 1.684 |
|  | 5    | Lincoln City     | 57 | 46 | 21 | 15 | 10 | 79 | 48 | 1.646 |
|  | 6    | Cambridge Utd    | 54 | 46 | 20 | 14 | 12 | 62 | 44 | 1.409 |
|  | 7    | Reading          | 52 | 46 | 21 | 10 | 15 | 63 | 47 | 1.340 |
|  | 8    | Brentford        | 49 | 46 | 18 | 13 | 15 | 53 | 45 | 1.178 |
|  | 9    | Exeter City      | 49 | 46 | 19 | 11 | 16 | 60 | 63 | 0.952 |
|  | 10   | Bradford City    | 47 | 46 | 17 | 13 | 16 | 56 | 51 | 1.098 |
|  | 11   | Southport        | 47 | 46 | 15 | 17 | 14 | 56 | 56 | 1.000 |
|  | 12   | Newport County   | 47 | 46 | 19 | 9  | 18 | 68 | 75 | 0.907 |
|  | 13   | Hartlepool Utd   | 43 | 46 | 16 | 11 | 19 | 52 | 62 | 0.839 |
|  | 14   | Torquay Utd      | 42 | 46 | 14 | 14 | 18 | 46 | 61 | 0.754 |
|  | 15   | Barnsley         | 41 | 46 | 15 | 11 | 20 | 62 | 65 | 0.954 |
|  | 16   | Northampton Town | 41 | 46 | 15 | 11 | 20 | 67 | 73 | 0.918 |
|  | 17   | Doncaster        | 40 | 46 | 14 | 12 | 20 | 65 | 79 | 0.823 |
|  | 18   | Crewe Alexandra  | 40 | 46 | 11 | 18 | 17 | 34 | 47 | 0.723 |
|  | 19   | Rochdale         | 39 | 46 | 13 | 13 | 20 | 59 | 75 | 0.787 |
|  | 20   | Stockport County | 38 | 46 | 12 | 14 | 20 | 43 | 70 | 0.614 |
|  | 21   | Darlington       | 36 | 46 | 13 | 10 | 23 | 54 | 67 | 0.806 |
|  | 22   | Swansea City     | 36 | 46 | 15 | 6  | 25 | 46 | 73 | 0.630 |
|  | 23   | Workington       | 31 | 46 | 10 | 11 | 25 | 36 | 66 | 0.545 |
|  | 24   | Scunthorpe Utd   | 29 | 46 | 7  | 15 | 24 | 41 | 78 | 0.526 |

Legenda:
      Promosso in Third Division 1975-1976.
      Rieletto nella Football League.
Regolamento:
Due punti a vittoria, uno a pareggio, zero a sconfitta.
A parità di punti le squadre venivano classificate secondo il quoziente reti.
Note:

Chester promosso in Third Division per miglior quoziente reti rispetto all'ex aequo Lincoln City.